# Мирное (Роменский район)
Мирное (укр. Мирне; до 2024 года — Московское) — село,
Московский сельский совет,
Роменский район,
Сумская область,
Украина.
Код КОАТУУ — 5923283201. Население по переписи 2001 года составляло 824 человека.
Является административным центром Московского сельского совета, в который, кроме того, входят сёла
Аршуки,
Воропаи,
Стягайловка,
Хоменково и
Весёлая Долина.

## Географическое положение
Село Московское находится в 5-и км от правого берега реки Хорол.
На расстоянии до 2-х км расположены сёла Перемога, Весёлая Долина и посёлок Сухая Грунь.
По селу протекает пересыхающий ручей с запрудой. Рядом с селом проложен газопровод Уренгой — Помары — Ужгород.

## История
- Село Московское основано в конце XIX века.
- Село Московское образовано после 1945 года слиянием поселений: Московский[3], Крива[4] и Гомиха[5] (анклавы)
- Весёлая Долина (Гомиха) была отсоединена 29 апреля 1993 года[6]

## Экономика
- Птице-товарная ферма.

## Объекты социальной сферы
- Школа.